# Walker, Louisiana
Walker är en ort i Livingston Parish i Louisiana. Vid 2010 års folkräkning hade Walker 6 138 invånare.